# Bertreville-Saint-Ouen
Bertreville-Saint-Ouen é uma comuna francesa na região administrativa da Normandia, no departamento de Sena Marítimo. Estende-se por uma área de 6,7 km². Em 2010 a comuna tinha 347 habitantes (densidade: 51,8 hab./km²).